# 政策情報 官邸発
政策情報 官邸発（せいさくじょうほう かんていはつ）は、2011年7月4日より2013年3月25日までJRN参加局を中心とした全国34の中波県域ラジオ放送局に向けて放送されていた日本政府の広報情報番組である。

## 概要
日本の政府は2011年3月11日に発生した東北地方太平洋沖地震と福島第一原子力発電所事故（総じて東日本大震災）の復旧作業や国の取り組みについて解説する「震災情報 官邸発」を同年3月28日から平日の毎日5分間、JFN加盟の県域FM放送局と、東北地方を中心とした中波県域放送局・コミュニティーFM放送局に放送し続けたが、6月30日の放送をもって終了した。
これに代わる震災復旧・復興へ向けた国の取り組みについて解説する番組として放送するもので、毎週月曜日、または火曜日の夕方に10分間放送されていた。
当時与党だった民主党や国民新党の関係者が出演していたが、末期は政権交代があったため自民党関係者が出演していた。
もともと高い聴取率を誇るTBSラジオで放送されていたこともあり、聴取率ランキングに顔を出すこともあった。

## インタビュアー
- 下村健一（内閣広報室審議官・フリーアナウンサー・ジャーナリスト　元TBSアナウンサー・記者）
- TBSアナウンサー
  - 水野真裕美
  - 堀井美香
  - 外山恵理
  - 木村郁美
  - 長岡杏子

## ネット局一覧表
※放送曜日がないものは全て月曜日に放送。
- TBSラジオ - 17:50〜18:00
- HBC 北海道放送 - 17:10〜17:20
- RAB 青森放送 - 18:20〜18:30
- IBC岩手放送 - 18:25〜18:35
- TBC 東北放送 - 16:40〜16:50
- ABS 秋田放送 - 18:20〜18:30
- YBC 山形放送 - 18:20〜18:30
- RFC ラジオ福島 - 火曜日10:40〜10:50
- IBS 茨城放送 - 20:00〜20:10 ※NRN単独加盟局
- BSN 新潟放送 - 19:30〜19:40
- SBC 信越放送 - 20:15〜20:25
- YBS 山梨放送 - 18:20〜18:30
- SBS 静岡放送 - 18:20〜18:30
- CBC 中部日本放送 - 18:50〜19:00 ※当日にプロ野球中継がある場合は、17:48〜17:57に移動。
- KNB 北日本放送 - 20:50〜21:00
- MRO 北陸放送 - 18:10〜18:20
- FBC 福井放送 - 18:20〜18:30
- WBS 和歌山放送 - 18:30〜18:40
- MBS 毎日放送 - 18:50〜19:00 ※当日にプロ野球中継がある場合は、中継終了後に放送。
- BSS 山陰放送 - 18:20〜18:30
- RSK 山陽放送 - 18:20〜18:30
- RCC 中国放送 - ナイター編成：19:30〜19:40 / ナイターオフ編成：17:47〜18:00 ※当日にプロ野球中継がある場合は、16:50〜17:00に移動。
- KRY 山口放送 - 18:20〜18:30
- JRT 四国放送 - 18:20〜18:30
- RNC 西日本放送 - 18:00〜18:10
- RNB 南海放送 - 火曜日16:10〜16:20
- RKC 高知放送 - 18:20〜18:30
- RKB毎日放送 - 18:20〜18:30 ※当日にプロ野球中継がある場合は、17:10〜17:20に移動。
- NBC 長崎放送・NBCラジオ佐賀 - 19:00〜19:10
- RKK 熊本放送 - 19:50〜20:00
- OBS 大分放送 - 19:00〜19:10
- MRT 宮崎放送 - 火曜日18:30〜18:40
- MBC 南日本放送 - 19:00〜19:10
- RBC 琉球放送 - 20:00〜20:10
  - 太字のラジオ局は、事実上の前任番組である「震災情報 官邸発」（TOKYO FM製作）も放送していた局。